# Puchar Europy w Maratonie 1983
2. Puchar Europy w Maratonie – zawody lekkoatletyczne na dystansie maratońskim, które odbyły się 19 czerwca 1983 roku w hiszpańskim Laredo. 

## Rezultaty

### Mężczyźni
| Konkurencja:  | 1. miejsce                                                                        | Rezultat | 2. miejsce                                                                  | Rezultat | 3. miejsce                                        | Rezultat |
| Indywidualnie | Waldemar Cierpinski                                                               | 2:12:26  | Jürgen Eberding                                                             | 2:12:26  | Gianni Poli                                       | 2:12:28  |
| Drużynowo     | NRD · Waldemar Cierpinski (1.) · Jürgen Eberding (2.) · Michael Heilmann (5.) · ? | 22 pkt.  | Włochy · Gianni Poli (3.) · Marco Marchei (4.) · Gianpaolo Messina (8.) · ? | 28 pkt.  | Hiszpania · Santiago de la Parte (6.) · ? · ? · ? | 45 pkt.  |

### Kobiety
| Konkurencja:  | 1. miejsce        | Rezultat | 2. miejsce       | Rezultat | 3. miejsce          | Rezultat |
| Indywidualnie | Nadieżda Gumerowa | 2:38:36  | Tamara Surowcewa | 2:39:17  | Raisa Sadrejdninowa | 2:40:22  |